# Jeremiada

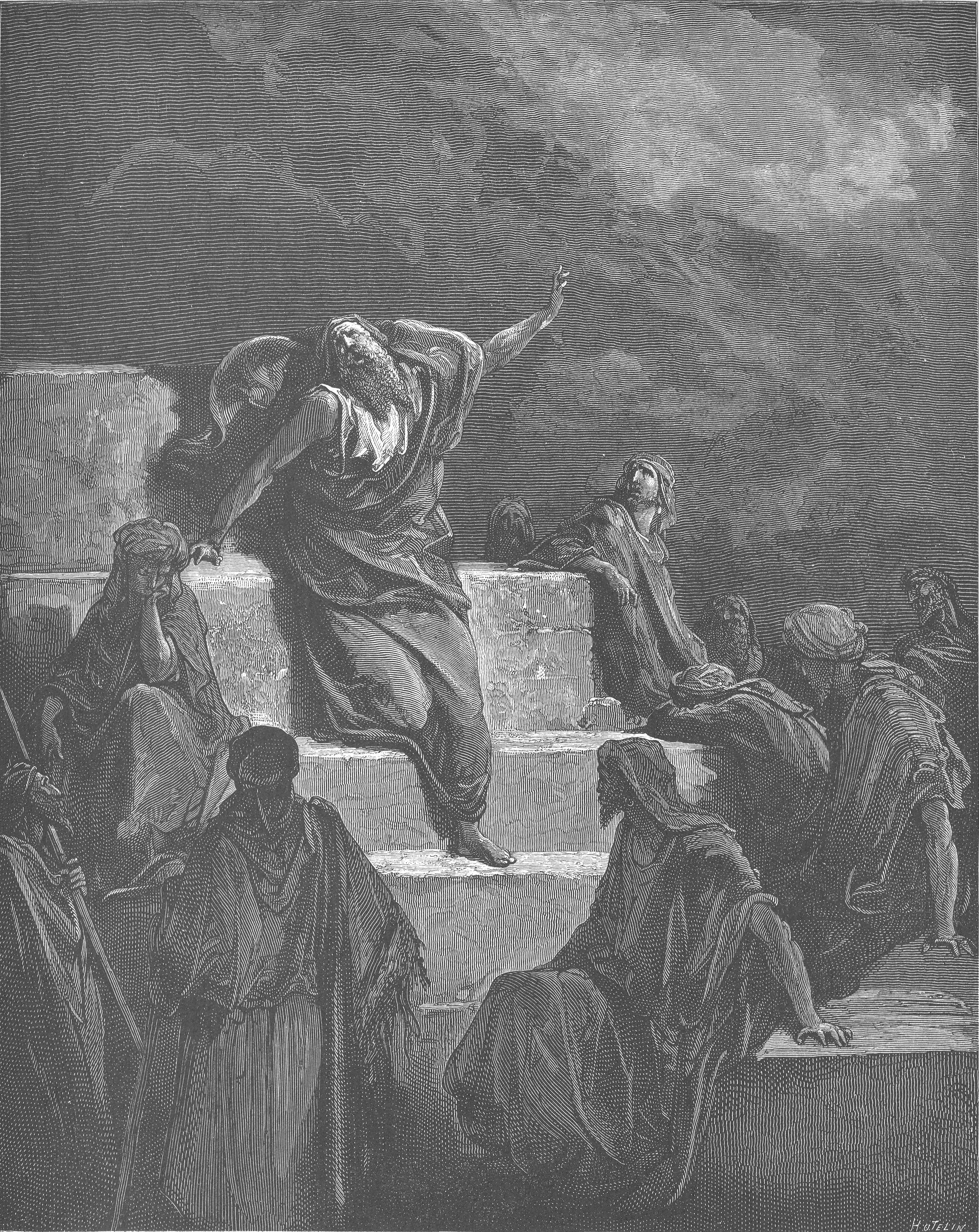
Imagen de obra jeremiada

Una jeremiada es una obra literaria extensa, generalmente en prosa, aunque en ocasiones en verso, en la que el autor lamenta amargamente el estado de la sociedad y su moral en un tono serio de invectiva sostenida, y que siempre contiene una profecía de la inminente caída de la sociedad.

## Orígenes y uso
La palabra lleva el nombre del profeta bíblico Jeremías, y proviene de obras bíblicas que se le atribuyen, el Libro de Jeremías y el Libro de las Lamentaciones . El libro de Jeremías profetiza la caída venidera del reino de Judá y afirma que esto se debe a que sus gobernantes han quebrantado el pacto con el Señor .

Las Lamentaciones, de manera similar, lamentan la caída del reino de Judá después de que ocurrió la conquista profetizada por Jeremías:
¡Cómo ha quedado sola la ciudad populosa! ¡La grande entre las naciones se ha vuelto como viuda, la señora de provincias ha sido hecha tributaria!

 Amargamente llora en la noche, y sus lágrimas están en sus mejillas. No tiene quien la consuele de todos sus amantes; todos sus amigos le faltaron, se le volvieron enemigos.
Judá ha ido en cautiverio a causa de la aflicción y de la dura servidumbre; ella habitó entre las naciones, y no halló descanso; todos sus perseguidores la alcanzaron entre las estrechuras.

 Las calzadas de Sion tienen luto, porque no hay quien venga a las fiestas solemnes; todas sus puertas están asoladas, sus sacerdotes gimen, sus vírgenes están afligidas, y ella tiene amargura.
Generalmente, el término jeremiada se aplica a los textos moralistas que denuncian a una sociedad por su maldad y profetizan su caída. La jeremiada fue un recurso literario predilecto entre los puritanos, y se usó en prominentes sermones evangélicos tempranos como  "Pecadores en las manos de un Dios airado" por Jonathan Edwards. A autores desde Gildas hasta Robert Bork se les ha colgado esta etiqueta en sus obras.